# Mandaon

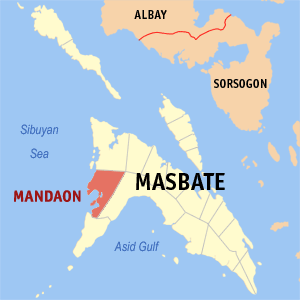
Bản đồ Masbate với vị trí của Mandaon

Mandaon là một đô thị hạng 4 ở tỉnh Masbate, Philippines. Theo điều tra dân số năm 2015 của Philipin, đô thị này có dân số 41.262 người trong.

## Các đơn vị hành chính
Mandaon được chia ra 26 barangay.
| - Alas - Ayat - Bat-Ongan - Bugtong - Buri - Cabitan - Cagmasoso - Canomoy - Centro - Dayao - Guincaiptan - Lantangan - Looc | - Mabatobato - Maolingon - Nailaban - Nanipsan - Pinamangcaan - Poblacion - Polo Dacu - San Juan - San Pablo - Santa Fe - Tagpu - Tumalaytay - Laguinbanwa |